# Phare de Tyne North Pier
Le phare de Tyne North Pier (ou Phare de la jetée nord de Tyne) est un phare de port situé au bout de la longue jetée nord de l'entrée de la rivière Tyne à Tynemouth dans le comté du Tyne and Wear en Angleterre. Il est géré par les autorités portuaires de Port of Tyne (en) avec plusieurs autres phares du port.
Il est maintenant protégé en tant que monument classé du Royaume-Uni de Grade II.

## Histoire
Après la réalisation des jetées nord et sud en 1854 sur l'entrée de la rivière Tyne et son port pour aider à la navigation des phares ont été construits sur chaque jetée. Un troisième phare, juste en amont de la jetée, a été érigé sur le Groyne. L'épi maritime a été construit entre 1861 et 1867 pour préserver le littoral de Littlehaven Beach, anciennement connue sous le nom de Herd Sands, qui avait commencé à être emporté par le changement des courants provoqués par les nouveaux brise-lames.
La jetée nord a été terminée en 1895, après 40 ans de travaux, et mesure 810 m de long. Elle est située dans le prolongement du Tynemouth Castle and Priory (en). Le nouveau phare de Tyne South Pier a été construit à partir de 1903 par Trinity House, après la reconstruction de la jetée qui n'avait pas résisté à une grande tempête. Il a été allumé le 15 janvier 1908 pour remplacer celui qui avait été construit en 1864 sur la première jetée nord.
C'est une tour en pierre effilée non peinte, avec lanterne blanche et galerie non peinte, construite en 1985. Le phare sud affiche un feu à secteurs occultant léger avec des secteurs blancs, rouges et verts. Une corne de brume sonne une fois toutes les 10 secondes en cas de fort brouillard. Le site n'est pas accessible au public en cas de mauvais temps.
Identifiant : ARLHS : ENG-159 - Amirauté : A2700 - NGA : 2104 .

### Lien connexe
- Liste des phares en Angleterre